# Chungking Express
Chungking Express (en chino: 重庆森林 o Chóngqìng Sēnlín) es una película hongkonesa de 1994 de los géneros de comedia dramática, romántica policíaco artística  dirigida y escrita por Wong Kar-Wai. Fue la cuarta película del director hongkonés y, tras su estreno mundial en el Festival Internacional de Cine de Locarno en agosto de 1994, es considerada su primer gran éxito internacional.
La película consta de dos historias contadas en secuencia, cada una sobre un policía de Hong Kong enamorado que reflexiona sobre su relación con una mujer. La primera historia está protagonizada por Takeshi Kaneshiro como un policía obsesionado por su ruptura con una mujer llamada May, y su encuentro con una misteriosa traficante de drogas (Brigitte Lin). La segunda está protagonizada por Tony Leung como un oficial de policía que sale de su tristeza por la pérdida de su novia azafata (Valerie Chow) por las atenciones de una peculiar trabajadora de un bar (Faye Wong).
"Chungking" en el título se refiere a las Chungking Mansions  en Tsim Sha Tsui, Hong Kong, donde Wong creció en la década de 1960. "Express" se refiere al puesto de comida Midnight Express, ubicado en Lan Kwai Fong, un área en Central, Hong Kong.
La película se estrenó en Hong Kong el 14 de julio de 1994 y recibió elogios de la crítica especialmente por su dirección, cinematografía y actuaciones del reparto. Desde entonces ha sido considerada una de las mejores obras de Kar-Wai, una de las mejores películas de 1994, de los años 1990, del siglo XX y de todos los tiempos, así como una de las mejores antologías y comedias románticas jamás realizadas.
En 2022, la película apareció en el puesto 88 en la encuesta decenal de críticos de Sight & Sound sobre las mejores películas de todos los tiempos.

## Argumento
Chungking Express recorre a ritmo de sonidos electrónicos, blues melancólicos y rock and roll, dos historias relacionadas sutilmente entre sí. 

### Chungking Mansions: historia del agente 223
En la primera, una peligrosa traficante de drogas, que ha perdido una mercancía de cocaína por culpa de unos contactos indios, pasa la noche con el solitario agente de policía 223. Qiwu, el agente 223, ha sido recientemente abandonado por May, su novia. Dentro de esta historia se trata bastante explícitamente el tema de la cuenta atrás, según la cual Hong Kong iba a volver a pertenecer a China en 1997. Brigitte Lin, que anunció retirarse para dedicar tiempo a su familia, aparece aquí en su último papel con una peluca rubia, unas gafas de sol y una gabardina. Wong Kar-Wai tomó a la actriz más representativa de la China moderna para disfrazarla de rubia occidental.[cita requerida] Por otro lado, el personaje de Takeshi Kaneshiro, Qiwu, al verse abandonado por May, busca por todos los establecimientos latas de piña -la fruta favorita de May- que caduquen el primero de mayo de 1994. Bridgette recibe, a su vez, una amenaza por parte de su contacto occidental, que le da una lata a punto de caducar como símbolo del tiempo que tiene para encontrar la droga perdida, tras lo cual Bridgette decide, puesto que no ha encontrado la mercancía, salvar su vida asesinando al contacto, el único personaje no oriental de toda la película, tras la muerte del cual, podemos recibir un breve flash del rostro oriental de Lin. Dentro de esta historia, la obsesión con el tiempo es constante, como claro símbolo de la cuenta atrás de la propia ciudad de Hong Kong.
Al final de esta historia, ambos personajes se encuentran en un bar. Él acaba conquistándola, pero tras subir a la habitación del hotel, no llega a consumarse el acto sexual: ella se duerme, él come ensaladas del chef y se va al amanecer. Al final, lo único que le queda al agente 223 es una felicitación por su cumpleaños en su busca.

### Midnight Express: historia del agente 663
El cambio de historia ocurre cuando el agente 663 se dirige al bar Midnight Express y rechaza a la alocada Faye, una chica que acaba sintiéndose atraída por el agente 663, interpretado por Tony Leung. Este agente tiene una relación con una azafata de avión, que acaba por abandonarle. Conoce a Faye porque cada noche pasa por el Midnight Express a pedir una ensalada para su chica. La relación que desarrollan ambos personajes es extraña: Faye, enamorada del agente, consigue las llaves de su casa para dedicarse a cambiar el espacio íntimo del agente. Conocedora de los problemas de insomnio del agente, pone somnífero en sus botellas de agua, y para que olvide a su novia azafata, esconde todos los objetos que puedan recordársela, cambia un peluche por otro, "ahoga" a un avión de juguete en la pecera, esconde la camisa de la azafata, y un largo etcétera en el que Faye trata de reconfigurar el mundo del policía. 
El agente 663 obviamente nota las diferencias, y sabe que la chica entra en su casa, aunque no se lo diga. La personalidad del agente 663 presenta ciertas costumbres que no se antojan muy normales: principalmente, su costumbre de desdoblarse sobre objetos, de hablar con ellos como si fueran seres vivos con conciencia propia. De esta forma, en Chungking Express objetos mundanos como una lata de piña caducada, una toalla "que llora" y un avión de juguete llegan a transformarse en símbolos personales de los personajes.
La historia de los dos personajes acaba cuando el policía cita a la camarera del Midnight Express en el bar California. Contra toda expectativa, Faye acaba en la verdadera California, de la que vuelve un año después, convertida en azafata, mientras que el agente 663 se encuentra rigiendo el Midnight Express.

## Reparto
- Brigitte Lin como la mujer con peluca rubia.
- Tony Leung como el agente 663.
- Faye Wong como Faye.
- Takeshi Kaneshiro como He Qiwu, agente 223.
- Valerie Chow como la azafata.
- Jinquan Chen  como el encargado del 'Midnight'.
- Kwan Lee-na como Richard.
- Zhen Liang como la segunda May.

## Rodaje
Después del rodaje de la película de artes marciales Ashes of Time (Cenizas del tiempo), Wong Kar-Wai encontró un tiempo libre durante el cual “no tenía nada que hacer”. De esta forma, tomó a su equipo y a algunos actores, incluyendo a Faye Wong, por entonces desconocida como actriz, pero conocida como cantante, para rodar a toda velocidad una película antitética a Ashes of Time, donde la lentitud de las meditaciones de los perdidos personajes medievales se cambiara por un retrato del hombre contemporáneo. 
"Después del tratamiento más grave y profundo de Ashes of Time, con Chungking Express quise realizar una película contemporánea más ligera, pero donde los personajes se enfrentaran a los mismos problemas (…) Chungking Express supone una ruptura en el conjunto de mi obra: los personajes llegan a aceptar su soledad, son más autónomos y más independientes, no hallan desesperación en su propia búsqueda, sino sobre todo divertimiento". Así, en el plazo de dos semanas ya se había rodado la película entera, que sería, contra todo pronóstico, la que acabaría lanzando a Wong Kar-Wai a la fama internacional por mediación del director Quentin Tarantino y la prestigiosa revista de cine francesa Cahiers du Cinéma.

## Premios y nominaciones
| Categoría                                                         | Persona                                   | Resultado |
| ----------------------------------------------------------------- | ----------------------------------------- | --------- |
| Caballo de oro al mejor actor del festival de cine de Taipéi      | Tony Leung                                | Ganador   |
| Premio FIPRESCI del festival de cine de Estocolmo                 | Wong Kar-wai                              | Ganador   |
| Mejor actriz del festival de cine de Estocolmo                    | Faye Wong                                 | Ganador   |
| Premio de cine de Hong Kong a la mejor película                   |                                           | Ganador   |
| Premio de cine de Hong Kong al mejor director                     | Wong Kar-wai                              | Ganador   |
| Premio de cine de Hong Kong al mejor actor                        | Tony Leung                                | Ganador   |
| Premio de cine de Hong Kong al mejor montaje                      | William Chang Kai Kit-wai Kwong Chi-Leung | Ganador   |
| Premio de cine de Hong Kong a la mejor actriz                     | Faye Wong                                 | Candidato |
| Premio de cine de Hong Kong a la mejor dirección artística        | William Chang                             | Candidato |
| Premio de cine de Hong Kong a la mejor fotografía                 | Christopher Doyle Keung Lau Wai           | Candidato |
| Premio de cine de Hong Kong a la mejor banda sonora original      | Frankie Chan Roel A. García               | Candidato |
| Premio de cine de Hong Kong al mejor guion                        | Wong Kar-wai                              | Candidato |
| Premio de cine de Hong Kong a la mejor actriz de reparto          | Valery Chow                               | Candidato |
| Independent Spirit Award a la mejor película extranjera           | Wong Kar-wai                              | Candidato |
| Leopardo de oro al mejor director del festival de cine de Locarno | Wong Kar-wai                              | Candidato |